# Dreamcatcher (grupo sul-coreano)
Dreamcatcher (em coreano: 드림캐쳐; romaniz.: Deurimkaechyeo; também estilizado como Dream Catcher), anteriormente conhecido como MINX (em coreano: 밍스; romaniz.: Mingseu) é um grupo feminino sul-coreano formado pela Dreamcatcher Company em 2017. O grupo consiste em sete integrantes: JiU, SuA, Siyeon, Handong, Yoohyeon, Gahyun e Dami. Elas estrearam oficialmente 13 de janeiro de 2017 com o single album Nightmare e atualmente são conhecidas como pioneiras do rock coreano feminino.
Dreamcatcher originalmente foi formado sob o nome MINX, composto por cinco integrantes: JiU, SuA, Siyeon, Yoohyeon e Dami. Elas lançaram seu primeiro single Why Did You Come To My House em 18 de setembro de 2014. Em dezembro do mesmo ano, elas lançaram o single Rockin 'Around the Christmas Tree com o girl group Dal Shabet. Ele realizou um retorno em julho de 2015, com o extended play Love Shake, que foi o último lançamento como MINX. Em novembro de 2016, elas anunciaram que iriam re-estrear sob o novo nome, Dreamcatcher, com a adição de duas novas integrantes, Handong e Gahyun, e planos para estrear em 2017.

## História

### 2014 – 2015: Estreia como MINX,Why Did You Come To My HouseeLove Shake
MINX realizou sua primeira performance no Oak Valley Summertime Festival em 9 de Agosto de 2014, onde performaram duas músicas originais: Action e Why Did You Come To My House. E performaram o cover das meninas do Dal Shabet. Em 15 de Setembro, Happy Face Entertainment anunciou seu novo grupo feminino. MINX lançou seu primeiro single digital Why Did You Come To My House em 18 de Setembro. A faixa foi descrita como uma "nova tomada sobre a rima das crianças" do mesmo nome. MINX fez sua estreia oficial no M! Countdown em 18 de setembro e as promoções em 26 de Outubro com uma performance final no Inkigayo.
Em Julho de 2015, MINX lançou seu extended play, intitulado Love Shake com a faixa-título do mesmo nome. O single foi promovido como uma "canção alegre" que "vai bem com o verão", e é um remake da canção Love Shake do grupo Dal Shabet. No mesmo dia, MINX realizou um showcase de imprensa em Ellui, um clube em Seul. Realizaram seu primeiro comeback stage no The Show em 30 de Junho e no Show Champion em 1 de julho.

### 2017: Estreia como Dreamcatcher,Nightmare,Fall Asleep In The MirrorePrequel
Em Novembro de 2016, a Happy Face Entertainment revelou que MINX iria re-estrear sob o nome de "Dreamcatcher" com duas novas integrantes em 2017. O grupo oficial reformado como "Dreamcatcher", que consiste com as integrantes do MINX, JiU, SuA, Siyeon, Yoohyeon e Dami, junto com as novas integrantes Handong e Gahyun. O grupo re-estreou com o lançamento do single álbum Nightmare e sua faixa-título Chase Me, em 13 de janeiro de 2017. Elas fizeram seu debut stage em 19 de janeiro de 2017, no M! Countdown. Em 20 de Fevereiro 2017 a Happy Face Entertainment lançou um clipe especial para Emotion.
Em 5 de abril de 2017, Dreamcatcher fez seu retorno com o single álbum Fall Asleep In The Mirror e sua faixa-título GOOD NIGHT. Em 3 de Julho de 2017 a empresa lançou um clipe especial para Lullaby.
No dia 7 de julho, Dreamcatcher anunciou que elas estavam preparadas para fazer um retorno com seu primeiro mini álbum Prequel e sua faixa-título Fly High, em 27 de julho.
Em 1 de Setembro de 2017 Happy Face Entertainment lançou um clipe especial para Sleep-walking, e, em 6 de Outubro de 2017, lançou também para Trust Me. Ambas as faixas são do mini álbum Prequel.
Em dezembro, Dreamcatcher se apresentou pela primeira vez no Brasil. As cidades visitadas foram Recife (1 de dezembro), Rio de Janeiro (3 de dezembro), Brasília (5 de dezembro) e São Paulo (8 e 9 de dezembro).

### 2018:Full Moon,Escape the Era,Alone In The CityeWhat (Japanese ver.)
Em 4 de Janeiro de 2018, a Happy Face Entertainment revelou que Dreamcatcher lançaria um novo single digital dedicado aos fãs, em comemoração ao seu primeiro aniversário no dia 12 de Janeiro. Composto por Ollounder e LEEZ, que também compuseram as faixas anteriores de Dreamcatcher Chase Me e GOOD NIGHT, o single seria do gênero metal/rock e em comemoração às memórias formadas entre Dreamcatcher e os fãs. Isso foi seguido por fotos individuais de teaser, lançadas todos os dias às 13h30 min até o dia 12 de janeiro, liberando pistas do título e das letras da faixa.
Em 12 de Janeiro, Dreamcatcher lançou seu primeiro single digital de aniversário de um ano, Full Moon, ao lado de um vídeo promocional. O vídeo continuou a história da trilogia 'Nightmare' do Dreamcatcher e foi revelado no final do vídeo que um retorno estava previsto para Março de 2018. O single imediatamente ficou bem-sucedido nas paradas do Top 100 K-Pop do iTunes em muitos países do mundo, e ficou em 16º lugar no Billboard World Digital Song Sales Chart.
Em 13 de Janeiro, Dreamcatcher realizou seu primeiro fan meeting de aniversário no Mary Hall Grand Theatre, na Sogang University, onde tocaram Full Moon pela primeira vez na presença de mais de 400 fãs.
Em fevereiro de 2018, Dreamcatcher tornou-se o primeiro girlgroup do K-pop a fazer uma turnê nas principais cidades européias para apresentar suas músicas e interagir com os fãs internacionais. As cidades visitadas na turnê foram Londres (14 de Fevereiro), Lisboa (16 de Fevereiro), Madri (18 de Fevereiro), Amsterdã (21 de Fevereiro), Berlim (22 de Fevereiro), Varsóvia (23 de Fevereiro) e Paris (25 de Fevereiro). Quando estava em Londres, a líder do grupo JiU comentou: "O nosso objetivo era fazer uma turnê mundial antes de nossa estreia. Não tínhamos ideia de que poderíamos fazer uma turnê pela Europa tão cedo em nossa carreira".
Em 27 de Fevereiro de 2018, a Happy Face Entertainment lançou um clipe especial para Full Moon.
Em Março de 2018, o grupo anunciou o nome oficial do fandom como "InSomnia".
Em 28 de Abril de 2018, a Happy Face Entertainment anunciou que Dreamcatcher foi nomeado como embaixadoras de relações públicas para proteção de direitos autorais da mais recente campanha de proteção de direitos autorais e comercialização de tecnologia de segurança Blockchain da Microsoft.
Em 10 de Maio de 2018, Dreamcatcher lançou seu segundo mini álbum Escape the ERA e sua faixa-título You and I. Em 1 de Agosto de 2018 é lançado um clipe especial para Mayday.
Em 20 de Setembro de 2018, Dreamcatcher lançou seu terceiro mini álbum Alone in the City com a faixa-título What e, em 2 de Novembro, a empresa do grupo lançou um clipe especial para Wonderland, que é uma das faixas do álbum.
Em 14 de Novembro de 2018, foi lançado o MV de What - Japanese Ver -, através de uma parceria entre a Happyface Entertainment e a gravadora Ponycanyon. No dia 21 de Novembro, elas lançaram seu primeiro single japonês, chamado What (Japanese ver.), com as versões japonesas de What e Chase Me, além de I Miss You, uma faixa japonesa feita exclusivamente para esse álbum. Elas também lançaram seu projeto tour photobook "Center Of The Time".

### 2019:Over ther Sky,The End of Nightmare,Fue Wo Fuke,The Beginning Of The EndeRaid of Dream
Logo no começo de 2019, no dia 9 de janeiro, a HappyFace Entertainment  lançou um clipe especial para July 7th, assim como fizeram com Wonderland. Uma semana depois, para comemorar o segundo aniversário de estreia como Dreamcatcher, elas lançaram uma música (um pequeno trecho desta mesma música foi liberado 1 semana antes no canal da Happy Face Entertainment) denominada Over the Sky. Em 13 de fevereiro, Dreamcatcher lançou seu quarto mini álbum, The End of Nightmare. Tal como diz o título, o álbum anuncia o fim do conceito 'Nightmare'. Esse tema abrangente, que o grupo vem promovendo em suas últimas músicas desde seu single de estreia Chase Me, terminou em seu novo single PIRI, uma música apresentando a acústica de rock que é a assinatura do Dreamcatcher. No mesmo dia, a Happy Face Entertainment anunciou a criação de uma sublabel, chamada Dreamcatcher Company, voltada especificamente para a administração do Dreamcatcher.
Em 5 de Março de 2019 foi lançado um clipe especial para And there was no one left, uma das faixas do álbum The End of Nightmare.
Em 13 de Março de 2019, Dreamcatcher realizou o primeiro comeback japonês, ao lançar PIRI~笛を吹け~ (Japanese ver.), ou PIRI ~ Fue Wo Fuke ~ (Japanese ver.). É o segundo single japonês do grupo, com as versões japonesas de PIRI, GOOD NIGHT e Wonderland.
Após as promoções de PIRI, Dreamcatcher realizou, no período de 20 de Março de 2019 até 4 de Maio de 2019, uma turnê pela Ásia, denominada Invitation from Nightmare City, onde elas se apresentaram, respectivamente, em Jakarta, Singapura, Manila, Seul, Tóquio e Kobe.
Em 11 de Abril de 2019, Dreamcatcher abriu seu canal oficial no Youtube, no qual são lançados vlogs, special clips, vídeos dos bastidores das atividades e promoções do Dreamcatcher, além de conteúdos relacionados ao grupo.
Em 8 de Maio de 2019, Dreamcatcher lançou em seu canal oficial no Youtube um clipe especial para Over the Sky.
Em 1 de Julho, Dreamcatcher anunciou as cores oficiais do grupo. Ambas as cores simbolizam uma lua de sangue. O anúncio acompanhou a seguinte frase: “On the day of the scarlet moon, Dreamcatcher invites you into the dreams”.
Posteriormente, ainda em Julho, mais 3 paradas foram anunciadas como parte da turnê Invitation From Nightmare City: as cidades australianas Sydney e Melbourne, juntamente com a cidade de Kuala Lumpur, na Malásia. Os concertos nesses três locais ocorreram, respectivamente, em 29 de Agosto, 1 de Setembro e 6 de Setembro. Infelizmente, devido a um incêndio que ocorreu no teatro Russell 170 em 31 de Agosto, Dreamcatcher foi forçado a cancelar a parada de Melbourne um dia antes do show ser realizado. Apesar disso, o grupo se reuniu com fãs em Melbourne, no mesmo dia em que ocorreria a apresentação. O grupo foi homenageado com um graffiti em um mural.
Em 31 de Agosto, Dreamcatcher anunciou a 1ª associação para o fã-clube oficial INSOMNIA, que conferirá aos fãs vários benefícios e produtos de edição limitada. As aplicações coreana e japonesa do fã-clube começaram em 2 de Setembro, permanecendo por um mês.
Em 1 de Setembro, a Dreamcatcher Company lançou o aplicativo oficial do Dreamcatcher no Google Play. O app, que se chama Dreamcatcher Official APP, funciona como uma rede social voltada para os InSomnias, na qual as integrantes do grupo postam fotos e vídeos do seu cotidiano, o que contribui para aproximá-las dos fãs. Os usuários do app podem comentar e curtir os posts das integrantes, assim como também podem lançar seus próprios posts em suas respectivas contas no aplicativo. O app possui uma moeda própria, chamada DRC, que pode ser usada para comprar stickers e wallpapers do Dreamcatcher, bem como podem "doar" elas em posts do Dreamcatcher ou de outros usuários, como em uma espécie alternativa de botão de curtida. As DRCs podem ser compradas no próprio aplicativo, por intermédio do Google Play.
Em 2 de Setembro, uma série de fotos intituladas Mystery Code #01 foram postadas no Instagram oficial do grupo, possivelmente insinuando um novo lançamento. No dia seguinte, o Mystery Code #02 foi postado em seu Instagram, contendo 2 fotos e um vídeo. Depois disso, a programação do comeback foi revelada - confirmando o lançamento de um novo mini álbum especial, Raid of Dream.
Em 11 de Setembro, o grupo lançou seu primeiro full album japonês, intitulado The Beginning of The End, que inclui versões japonesas da maioria de suas faixas principais e 2 novos singles japoneses. O MV da faixa Breaking Out foi lançado 2 dias antes do lançamento do álbum, e Dreamcatcher realizou um showcase para promover e apresentar as novas músicas japonesas em 12 de Setembro - um evento que foi transmitido pelo LINE Live.
Juntamente com o lançamento do mini-álbum especial Raid of Dream, o MV da faixa principal do mesmo álbum, Deja Vu, foi lançado em 18 de Setembro, após uma sequência de teasers e trailers. Uma versão japonesa da música também foi lançada simultaneamente. A música é uma colaboração formal com o jogo para celular King's Raid. Logo no dia seguinte ao lançamento, em 19 de Setembro, Raid of Dream alcançou o topo das paradas no iTunes. Além disso, o álbum alcançou o 12° lugar no Genie Music. Em países como Argentina, Finlândia, Hong Kong, Peru e Singapura, o álbum ficou em 1° lugar nas paradas musicais. No Brasil, ficou em 10° lugar.
Após a conclusão das promoções de Deja Vu, Dreamcatcher embarcou em sua segunda turnê na Europa, sendo parte da turnê Invitation from Nightmare City, especificamente nas cidades de Londres (24 de Outubro), Milão (27 de Outubro), Berlim (30 de Outubro), Varsóvia (1 de Novembro), Paris (3 de Novembro), Amsterdã (5 de Novembro) e Helsinque (7 de Novembro). Handong esteve ausente na turnê devido a razões não especificadas.
Em 10 de outubro, foi anunciado que Dreamcatcher embarcaria em sua primeira turnê nos Estados Unidos da América, como sendo parte da turnê Invitation from Nightmare City; as paradas foram agendadas e realizadas nas seguintes cidades: Los Angeles (6 de dezembro), Chicago (8 de dezembro), Dallas (11 de dezembro), Orlando (13 de dezembro) e Jersey City (15 de dezembro). Contudo, Handong não participou da turnê devido a razões não especificadas.

### 2020:Endless Night,Paradise,Dystopia: The Tree of Language,R.o.S.E BLUE,Dystopia: Lose Myself,First Light of DawneNo More
Em 15 de Janeiro, Dreamcatcher anunciou que seu terceiro single japonês, intitulado Endless Night, seria lançado em 11 de Março.
Em 22 de Janeiro, foi anunciado pela Dreamcatcher Company que Siyeon iria lançar seu primeiro solo single, que estaria relacionado com o próximo comeback do grupo. O single, cujo nome seria Paradise, foi precedido por um teaser lançado no canal oficial do grupo, em 28 de Janeiro. Paradise foi lançado em 29 de Janeiro. A música traz uma mensagem de conforto para as pessoas que se sentem sozinhas e deprimidas na sociedade atual. Ela também contém fortes traços de eletronic pop, e Siyeon ajudou na composição da letra do single. Em 30 de Janeiro, Paradise estava em 2° lugar nas paradas de K-POP do iTunes nos EUA. No mesmo dia, foi lançado um clipe especial de Paradise em White version. Em 31 de Janeiro, um outro clipe especial de Paradise, desta vez em Black version, também foi lançado.
Em 1 de Fevereiro, Dreamcatcher lançou um mystery code, que continha o texto "ZJYLHT". O texto estava criptografado em Cifra de César e, quando traduzido, significava a palavra "SCREAM". Em 3 de fevereiro, Dreamcatcher revelou sua agenda de teasers para o seu primeiro full album coreano denominado Dystopia: The Tree of Language, com lançamento previsto para 18 de Fevereiro. Esta seria a primeira promoção desde o debut na qual o grupo se apresentaria com 6 membros, pois Handong não estaria presente devido a um compromisso contínuo no exterior (gravação do Youth With You), o que explicou o porquê de Handong não ter participado das turnês Invitation from Nightmare City na Europa e nos Estados Unidos. Em 4 e 5 de Fevereiro, foram lançados, respectivamente, os teasers individuais E e V. Ainda em 5 de Fevereiro, foi anunciada a pré-venda do álbum. Pela primeira vez, Dreamcatcher lançaria um álbum com 4 versões diferentes: E, V, I e L. Os teasers em grupo E e V foram lançados em 6 de Fevereiro. Em 7 e 10 de Fevereiro, novos teasers individuais I e L, respectivamente, foram lançados. Em 11 de Fevereiro, os teasers em grupo I e L foram lançados. Em 12 de Fevereiro, um spoiler de uma parte da letra da faixa principal do álbum, denominada Scream, foi lançado. No mesmo dia, foi lançado outro spoiler, desta vez em uma animação, revelando a história que estaria presente no novo álbum. Em 13 de Fevereiro, foi revelada a tracklist do álbum, com 14 músicas, incluindo os special singles Full Moon e Over the Sky, além do single solo Paradise, de Siyeon. Em 14 e 17 de Fevereiro, foram lançados, respectivamente, o dance preview e o MV teaser de Scream. O MV de Scream foi lançado em 18 de Fevereiro, junto com o full album Dystopia: The Tree of Language. Embora essa tenha sido a primeira promoção desde a estreia na qual o grupo se apresentou com seis membros, a dança de Scream foi coreografada com sete membros (a sétima integrante que substituiu Handong nas apresentações era uma trainee que utilizou uma máscara durante as performances), a fim de permitir a participação de Handong no futuro. Em 19 de Fevereiro, Dystopia: The Tree of Language ficou em 2° lugar nas paradas mundiais do iTunes. Em países como Argentina, Equador, Letônia, Malásia, Noruega, Portugal, Singapura e Vietnã, o álbum alcançou o 1° lugar. A faixa principal Scream ficou em 6° lugar no Bugs, 30° lugar no Genie e 38° lugar no Soribada.
Em 11 de Março, Dreamcatcher lançou um clipe especial de SAHARA, uma das faixas de Dystopia: The Tree of Language.
Em 12 de março, Dreamcatcher anunciou em sua conta no Twitter o apoio à participação de Handong no programa Youth With You, produtor de ídolos chineses, quando o programa foi ao ar no seu primeiro episódio.
Em 20 de março, Dreamcatcher realizou uma promoção, de duas semanas de duração, de Black or White, uma das faixas presentes em Dystopia: The Tree of Language.
Em 3 de Abril, Dreamcatcher lançou um clipe especial de Red Sun, uma das faixas de Dystopia: The Tree of Language.
Em 1 de maio, Dreamcatcher colaborou com o grupo coreano IN2IT e a solista AleXa no Projeto Millenasia para a música Be The Future, com o intuito de enfatizar a importância da higiene e mostrar sua gratidão aos professores que estavam trabalhando duro para ensinar os alunos durante a pandemia de COVID-19.
Em 4 de Julho, às 23:59 KST, Dreamcatcher realizou, com 6 integrantes, seu primeiro concerto online para uma audiência global, Global Streaming Into The Night & Dystopia. Este concerto, assim como os concertos Invitation From Nightmare City, foi feito em colaboração com o MyMusicTaste.
Em 16 de junho, Dreamcatcher lançou um teaser com as integrantes do grupo em uma sessão de gravação, terminando com as palavras R.o.S.E BLUE. No dia seguinte, um vídeo de acompanhamento revelou e anunciou que o grupo cantaria a música R.o.S.E BLUE como uma O.S.T para o jogo para celular Girl Cafe Gun'. A música foi lançada em 15 de julho às 18:00 KST. Após Deja Vu em 2019, essa foi a segunda trilha sonora que Dreamcatcher havia produzido em parceria com um jogo para celular.
Em 27 e 28 de Julho, Dreamcatcher lançou 4 mystery codes. Em 29 de Julho, foi revelada a agenda de comeback do novo mini álbum do grupo, chamado Dystopia: Lose Myself, com lançamento previsto para 17 de Agosto. Em 30 e 31 de Julho, foram lançados, respectivamente, os primeiros e segundos teasers individuais do novo álbum. Já os terceiros e quartos teasers individuais foram lançados, respectivamente, em 3 e 4 de Agosto, sendo que, ainda em 4 de Agosto, foi anunciado que o novo álbum iria possuir 4 versões: S, H, E e D. Neste mesmo dia, também foi anunciada a pré-venda do álbum, nas versões S e D, nas lojas virtuais. Após Dystopia: The Tree of Language, este foi o segundo álbum do grupo a ter 4 versões diferentes. Em 5 de Agosto, foram lançados os teasers em grupo #1 e #2, ao passo que os teasers em grupo #3 e #4 foram lançados em 6 de Agosto. Em 7 de Agosto, foi revelada a tracklist do novo álbum, com 6 músicas e cuja faixa principal se chamaria BOCA. Em 10 de Agosto, foi lançado um spoiler de uma parte da letra de BOCA. Em 11 de Agosto, um Highlight Medley de Dystopia: Lose Myself, no qual é revelado um pequeno trecho de cada música do álbum, foi lançado. Em 12 de Agosto foi lançado o primeiro teaser do MV de BOCA. Em 13 de Agosto foi lançada uma prévia da coreografia de BOCA. Em 14 de Agosto foi lançado o segundo teaser do MV de BOCA. Em 17 de Agosto foi lançado o MV de BOCA, juntamente com o seu respectivo álbum. No mesmo dia, Dreamcatcher inaugurou sua loja virtual oficial.
Em 2 de Setembro, Dreamcatcher ganhou a votação regional da Tenasia Top Ten Awards em Taiwan. As integrantes do grupo ganharam um troféu e fizeram um vídeo em agradecimento aos InSomnias que participaram da votação.
Em 7 de Setembro, a Dreamcatcher Company anunciou que o Dreamcatcher Official APP iria encerrar suas atividades em 14 de Setembro, devido a problemas financeiros na empresa que projetou o aplicativo. A Dreamcatcher Company também afirmou que iriam fazer o melhor para criar uma nova e melhor plataforma de comunicação entre Dreamcatcher e os InSomnias. Porém, em 14 de Setembro, a Dreamcatcher Company anunciou que o Dreamcatcher Official APP continuaria a funcionar até Dezembro, mas, a partir daquele dia, com os sistemas de pagamentos desativados.
Em 19 de Outubro, Dreamcatcher realizou um fansign virtual, no qual Handong esteve presente. Este evento, além de simbolizar o retorno de Handong ao Dreamcatcher e à Coreia, após suas atividades na China, foi o primeiro evento do grupo em 2020 no qual todas as 7 integrantes estavam presentes.
Em 20 de Outubro, Handong lançou seu primeiro solo single, chamado First Light of Dawn. Após Siyeon, Handong foi a segunda integrante do grupo a lançar um solo single.
Em 7 de Novembro, Dreamcatcher realizou, com todas as 7 integrantes, o concerto online Dystopia: Seven Spirits. Após Global Streaming Into The Night & Dystopia, este foi o segundo concerto online realizado pelo grupo, mas foi o primeiro no qual todas as 7 membros do grupo estiveram presentes. O concerto foi realizado em colaboração com o MyMusicTaste. No mesmo dia, a Dreamcatcher Company anunciou que a comunidade global oficial de fãs do Dreamcatcher seria aberta em 9 de Novembro, na plataforma Weverse. Nesta comunidade serão postados conteúdos e informações sobre a rotina diária do grupo. Ao mesmo tempo, foi anunciado que o Dreamcatcher Official APP encerraria suas atividades em 13 de Novembro.
Em 20 de Novembro, Dreamcatcher lançou seu quarto single japônes, intitulado No More. A música fala sobre lutar contra as maledicências e difamações espalhadas na internet.

### 2021:Odd Eye,Crossroads part 1 Utopia,Crossroads part 2 Dystopia e Eclipse
Nos dias 8 e 9 de Janeiro, Dreamcatcher lançou, respectivamente, Mystery Codes #1 e #2, sendo que o primeiro continha um enigma com a data de 26 de Janeiro de 2021. Em 11 de Janeiro, foi revelada a agenda de comeback do novo mini álbum do grupo, chamado Dystopia: Road to Utopia, com lançamento previsto para 26 de Janeiro, a mesma data presente no enigma do Mystery Code #1 lançado no dia 8 de Janeiro. Em 12 de Janeiro, foram lançados os teasers individuais #Cyberpunk, ao passo que, em 13 de Janeiro, foram lançados os teasers individuais #Utopia. Neste mesmo dia, foram revelados os detalhes e as versões do novo álbum, que seriam 4: D (a edição limitada), A, R e K (as edições normais). Já os teasers individuais #The_End e os teasers em grupo foram lançados, respectivamente, em 14 e 15 de Janeiro. Em 18 de Janeiro, foi revelada a tracklist do novo álbum, com 67 músicas e cuja faixa principal se chamaria Odd Eye, e cujas faixas chamadas 4 Memory e New Days tiveram a participação, respectivamente, das integrantes JiU e Dami na composição das letras destas. Em 19 de Janeiro, foi lançado um spoiler de uma parte da letra de Odd Eye. Em 20 de Janeiro, foi lançado o primeiro teaser do MV de Odd Eye. Em 21 de Janeiro, um Highlight Medley de Dystopia: Road to Utopia, no qual é revelado um pequeno trecho de cada música do álbum, foi lançado. Em 22 de Janeiro, foi lançada uma prévia da coreografia de Odd Eye. Em 25 de Janeiro, foi lançado o segundo teaser do MV de Odd Eye. Em 26 de Janeiro, foi lançado o MV de BOCA, juntamente com o seu respectivo álbum. Este foi o primeiro comeback desde 2020 no qual a integrante Handong esteve presente. Logo no dia seguinte ao lançamento, em 27 de Janeiro, Dystopia: Road to Utopia alcançou o topo na parada de álbuns mundial do iTunes. Por país, o álbum alcançou o topo da parada de álbuns em 16 países, incluindo Espanha, Rússia, Suécia, Noruega, Canadá, México e Brasil. Dystopia: Road to Utopia também alcançou os 10 primeiros lugares em 35 países, incluindo EUA, Alemanha, Austrália, Dinamarca e Países Baixos, onde alcançou o top 2. Além disso, palavras-chave como ‘Dreamcatcher’, ‘Odd Eye’, ‘Road to Utopia’ e outras palavras-chave relacionadas com o comeback foram tendências nos trending topics do Twitter de 33 países. Nas paradas do Genie, Odd Eye alcançou o 6° lugar, e as faixas do álbum alcançaram as 5 primeiras posições no Bugs. Em Março,Dreamcatcher anunciou seu segundo concerto online "Crossroads", com a versão utopia em 26 de março e a versão dystopia em 27 de março, também foi lançado seu primeiro mini álbum " Eclipse "um OST de King's Raid, com as faixas " Eclipse ", " No More", "Don't Light My Fire", " Eclipse (instrumental)", "No More (instrumental)" e "Don't Light My Fire (instrumental)".
Stan talent stan Dreamcatcher

## Integrantes
Atuais integrantes de Dreamcatcher:
| Nome artístico          | Nome de nascimento                   | Local de nascimento     | Data de Nascimento               | Posição no grupo                                    |
| ----------------------- | ------------------------------------ | ----------------------- | -------------------------------- | --------------------------------------------------- |
| JiU (hangul: 지유)      | Kim Min-ji (hangul: 김민지)          | Daejeon, Coreia do Sul  | 17 de maio de 1994 (31 anos)     | Líder, Vocalista Lider,Visual                       |
| SuA (hangul: 수아)      | Kim Bo-ra (hangul: 김보라)           | Changwon, Coreia do Sul | 10 de agosto de 1994 (30 anos)   | Dançarina Principal, Vocalista Líder e Rapper Líder |
| Siyeon (hangul: 시연)   | Lee Si-yeon (hangul: 이시연)         | Daegu, Coreia do Sul    | 1 de outubro de 1995 (29 anos)   | Vocalista Principal                                 |
| Handong (hangul: 한동)  | Han Dong (chinês simplificado: 韓東) | Wuhan, China            | 26 de março de 1996 (29 anos)    | Sub Vocalista                                       |
| Yoohyeon (hangul: 유현) | Kim Yoo-hyeon (hangul: 김유현)       | Incheon, Coreia do Sul  | 7 de janeiro de 1997 (28 anos)   | Vocalista Líder                                     |
| Dami (hangul: 다미)     | Lee Yu-bin (hangul: 이유빈)          | Seul, Coreia do Sul     | 7 de março de 1997 (28 anos)     | Rapper Principal e Sub Vocalista e dançarina Líder  |
| Gahyun (hangul: 가현)   | Lee Ga-hyun (hangul: 이가현)         | Seongnam, Coreia do Sul | 3 de fevereiro de 1999 (26 anos) | Sub Vocalista e Sub Rapper                          |

Unnie: É o nome dado à membro mais velha do grupo.
Maknae: É o nome dado à membro mais nova do grupo.
Visual: É a membro considerada como a mais bonita do grupo (seguindo os padrões coreanos).
Face: É a membro mais popular no grupo.
Center: É a membro que fica no centro das coreografias.
As posições são definitivas.

## Discografia

### Álbuns de estúdio
| Título                               | Detalhes do álbum | Posições nas paradas                 | Posições nas paradas                 | Posições nas paradas                 | Vendas                                         |
| Título                               | Detalhes do álbum | KOR                                  | JPN Hot                              | JPN                                  | Vendas                                         |
| Dreamcatcher - Lançamentos Japoneses | Dreamcatcher - Lançamentos Japoneses | Dreamcatcher - Lançamentos Japoneses | Dreamcatcher - Lançamentos Japoneses | Dreamcatcher - Lançamentos Japoneses | Dreamcatcher - Lançamentos Japoneses           |
| ------------------------------------ | --- | ------------------------------------ | ------------------------------------ | ------------------------------------ | ---------------------------------------------- |
| The Beginning of the End             | - Lançamento: 11 de setembro de 2019 (JPN) - Gravadora: Pony Canyon - Formatos: CD, Download digital - Versões: The Beginning, The End Lista de faixas 1. Intro 2. Breaking Out 3. My Way ~Kono Michi no Saki e~ (My Way～この道の先へ～) 4. Chase Me -Japanese ver.- 5. Good Night -Japanese ver.- 6. Wonderland -Japanese ver.- 7. Piri ~Fue wo Fuke~ -Japanese ver.- (笛を吹け) 8. What -Japanese ver.- 9. I Miss You 10. Mada Hitori ni Natta -Japanese ver.- (また一人になった) 11. You and I -Japanese ver.- 12. Outro | —                                    | 13                                   | 6                                    | - JPN: 4,399 (Oricon); 5,687 (Billboard Japan) |
| Dreamcatcher - Lançamentos Coreanos  | |                                      |                                      |                                      |                                                |
| Dystopia : The Tree of Language      | - Lançamento: 18 de fevereiro de 2020 (KOR) - Gravadora: Dreamcatcher Company - Formatos: CD, Download digital - Versões: E, V, I, L Lista de faixas 1. Intro 2. Scream 3. Tension 4. Red Sun 5. Black Or White 6. Jazz Bar 7. SAHARA 8. In The Frozen 9. Saebyeog (새벽; Dawn) 10. Full Moon 11. Haneuleul Neomeo (하늘을 넘어; Over the Sky) 12. Outro 13. Scream (Inst.) 14. Paradise | 3                                    | —                                    | —                                    | - KOR: 59,899                                  |

### Extended plays
| Título                   | Detalhes do álbum | Posições nas paradas | Vendas         |
| Título                   | Detalhes do álbum | KOR                  | Vendas         |
| MINX                     | MINX | MINX                 | MINX           |
| ------------------------ | --- | -------------------- | -------------- |
| Love Shake               | - Lançamento: 7 de Julho de 2015 - Gravadora: Happy Face Entertainment, Universal Music - Formatos: CD, Download digital Lista de faixas 1. Superstar Superman 2. Love Shake 3. I Just Like You (나도 너처럼) 4. Shut Up 5. Love Shake (DJ Stereo Club Mix) 6. Love Shake (inst.)                       | 11                   | - KOR: 1,742+  |
| Dreamcatcher             | |                      |                |
| Prequel                  | - Lançamento: 27 de Julho de 2017 - Empresa: Happy Face Entertainment, Interpark - Formatos: CD, Download digital - Versões: Before, After Lista de faixas 1. Before & After (Intro) 2. Fly high (날아올라) 3. Wake Up 4. Sleep-walking 5. It’s Okay! (괜찮아!) 6. Fly high (날아올라) (Inst.)          | 4                    | - KOR: 11,268+ |
| Escape the Era           | - Lançamento: 10 de Maio de 2018 - Empresa: Happy Face Entertainment, Interpark - Formatos: CD, Download digital - Versões: Inside, Outside Lista de Faixas 1. Inside - Outside (Intro) 2. You and I 3. Mayday 4. Which Star (어느별) 5. Scar 6. You and I (Inst.)                                      | 3                    | - KOR: 25,436+ |
| Alone in the City        | - Lançamento: 20 de Setembro de 2018 - Empresa: Happy Face Entertainment, Genie Music - Formatos: CD, Download digital - Versões: Light, Shade Lista de Faixas 1. Intro 2. What 3. Wonderland 4. Trap 5. July 7th (약속해 우리) 6. What (Inst.)                                                         | 2                    | - KOR: 26,998+ |
| The End of Nightmare     | - Lançamento: 13 de Fevereiro de 2019 - Empresa: Happy Face Entertainment, Dreamcatcher Company - Formatos: CD, Download digital - Versões: Stability, Instability Lista de Faixas 1. Intro 2. Piri 3. Diamond 4. And There Was No One Left (그리고 아무도 없었다) 5. Daydream (백일몽) 6. Piri (Inst.) | 3                    | KOR: 27,958    |
| Raid of Dream            | - Lançamento: 18 de Setembro de 2019 - Empresa: Happy Face Entertainment, Dreamcatcher Company - Formatos: CD, Download digital - Versões: Regular, Limited Lista de Faixas 1. Intro 2. Deja Vu (데자부) 3. The Curse of the Spider (거미의 저주) 4. Silent Night 5. Polaris (북극성)                   | 3                    | KOR: 33,303    |
| Dystopia: Lose Myself    | - Lançamento: 17 de Agosto de 2020 - Empresa: Happy Face Entertainment, Dreamcatcher Company - Formatos: CD, Download digital - Versões:S, H, E, D Lista de Faixas 1. Intro 2. BOCA 3. Break The Wall 4. Can't get you out of my mind 5. Dear 6. BOCA (Inst.)                                           | 3                    | KOR: 95,035    |
| Dystopia: Road to Utopia | - Lançamento: 26 de Janeiro de 2021 - Empresa: Happy Face Entertainment, Dreamcatcher Company - Formatos: CD, Download digital - Versões: D, A, R, K Lista de Faixas 1. Intro 2. Odd Eye 3. Wind Blows 4. Poison Love 5. 4 Memory 6. New Days 7. Odd eye(Inst.)                                         | 1                    | KOR: 95,035    |
| Eclipse                  | - Lançamento: 16 de Fevereiro de 2021 - Empresa: Happy Face Entertainment, Dreamcatcher Company - Formatos: CD, Download digital Lista de Faixas 1. Eclipse 2. No More 3. Don't Light My Fire 4. Eclipse (Inst.) 5. No More (Inst.) 6. Don't Light My Fire (Inst.)                                      | 4                    | KOR: 95,035    |

}

### Single álbuns
| Título                                            | Detalhes do álbum | Posições nas paradas | Vendas      |
| Título                                            | Detalhes do álbum | KOR                  | Vendas      |
| MINX                                              | MINX | MINX                 | MINX        |
| ------------------------------------------------- | --- | -------------------- | ----------- |
| Why Did You Come To My Home? (우리 집에 왜 왔니?) | - Lançamento: 18 de setembro de 2014 - Gravadora: Happy Face Entertainment, Universal Music - Formatos: CD, Download digital Lista de faixas 1. Why Did You Come To My Home? (우리 집에 왜 왔니?) 2. Why Did You Come To My Home? (우리 집에 왜 왔니?) (Inst.) | —                    |             |
| Dreamcatcher - Lançamentos Coreanos               | |                      |             |
| Nightmare                                         | - Lançamento: 13 de janeiro de 2017 - Gravadora: Happy Face Entertainment, Interpark - Formatos: CD, Download digital Lista de faixas 1. Welcome To The Dream (Intro) 2. Chase Me 3. Emotion (소원 하나) 4. Chase Me (Inst.)                                   | 25                   | KOR: 3,576+ |
| Fall Asleep In the Mirror                         | - Lançamento: 5 de abril de 2017 - Gravadora: Happy Face Entertainment, Interpark - Formatos: CD, Download digital Lista de faixas 1. My Toys (Intro) 2. Good Night 3. Lullaby 4. Good Night (Inst.)                                                           | 7                    | KOR: 8,346+ |
| R.o.S.E BLUE                                      | - Lançamento: 21 de Novembro de 2018 - Gravadora: Pony Canyon - Formatos: CD, Download digital Lista de Faixas 1. R.o.S.E BLUE 2. R.o.S.E BLUE (Inst.) |                      |             |
| Dreamcatcher - Lançamentos Japoneses              | |                      |             |
| What -Japanese ver.-                              | - Lançamento: 21 de Novembro de 2018 - Gravadora: Pony Canyon - Formatos: CD, Download digital Lista de Faixas 1. What (Japanese Ver.) 2. Chase Me (Japanese Ver.) 3. I Miss You                                                                               | __                   | JPN: 7,654+ |
| Fue Wo Fuke.-                                     | - Lançamento: 12 de Março de 2019 - Gravadora: Pony Canyon - Formatos: CD, Download digital Lista de Faixas 1. Piri Fue Wo Fuke (Japanese ver.) 2. Good Night (Japanese Ver.) 3. Wonderland (Japanese ver.)                                                    | __                   | JPN: 7,654+ |
| Endless night                                     | - Lançamento: 25 de Janeiro de 2020 - Gravadora: Pony Canyon - Formatos: CD, Download digital Lista de Faixas 1. Endless Night 2. Over The Sky (Japanese Ver.) 3. Silent Night (Japanese Ver.)                                                                 | __                   | JPN: 8,454+ |

}

### Singles
| Título                                                                                   | Ano  | Posições nas paradas | Posições nas paradas | Posições nas paradas | Posições nas paradas | Posições nas paradas | Vendas       | Álbum                           |      |
| Título                                                                                   | Ano  | KOR                  | KOR Hot.             | JPN                  | JPN Hot              | US World             | Vendas       | Álbum                           |      |
| MINX                                                                                     | MINX | MINX                 | MINX                 | MINX                 | MINX                 | MINX                 | MINX         | MINX                            | MINX |
| ---------------------------------------------------------------------------------------- | ---- | -------------------- | -------------------- | -------------------- | -------------------- | -------------------- | ------------ | ------------------------------- | ---- |
| "Why Did You Come To My Home?" (우리 집에 왜 왔니?)                                      | 2014 | —                    | —                    | —                    | —                    | —                    | —            | Single sem álbum                |      |
| "Rockin' Around the Christmas Tree" (com Dal Shabet)                                     | 2014 | —                    | —                    | —                    | —                    | —                    | —            | Single sem álbum                |      |
| "Love Shake"                                                                             | 2015 | —                    | —                    | —                    | —                    | —                    | —            | Love Shake                      |      |
| Dreamcatcher - Singles Coreanos                                                          |      |                      |                      |                      |                      |                      |              |                                 |      |
| "Chase Me"                                                                               | 2017 | —                    | —                    | —                    | —                    | —                    | —            | Nightmare                       |      |
| "Good Night"                                                                             | 2017 | —                    | —                    | —                    | —                    | 23                   | —            | Fall Asleep In The Mirror       |      |
| "Fly High" (날아올라)                                                                    | 2017 | —                    | —                    | —                    | —                    | —                    | —            | Prequel                         |      |
| "Full Moon"                                                                              | 2018 | —                    | —                    | —                    | —                    | 16                   | —            | Dystopia : The Tree of Language |      |
| "You and I"                                                                              | 2018 | —                    | —                    | —                    | —                    | 9                    | —            | Escape The Era                  |      |
| "What"                                                                                   | 2018 | —                    | —                    | —                    | —                    | 8                    | —            | Alone in the City               |      |
| "Over the Sky" (하늘을 넘어)                                                             | 2019 | —                    | —                    | —                    | —                    | —                    | —            | Dystopia : The Tree of Language |      |
| "Piri"                                                                                   | 2019 | —                    | —                    | —                    | —                    | 12                   | —            | The End of Nightmare            |      |
| "Deja Vu" (데자부)                                                                       | 2019 | —                    | 96                   | —                    | —                    | 17                   | —            | Raid of Dream                   |      |
| "Scream"                                                                                 | 2020 | —                    | ASA                  | —                    | —                    | 6                    | —            | Dystopia : The Tree of Language |      |
| "BOCA"                                                                                   | 2020 | —                    | 94                   | —                    | —                    | 11                   | +100k        | Dystopia: Lose Myself           |      |
| "Odd Eye"                                                                                | 2021 |                      |                      |                      |                      |                      | +100k        | Dystopia: Road to Utopia        |      |
| BEcause                                                                                  | 2021 | —                    | —                    | —                    | —                    | 6                    |              | Summer Holiday                  |      |
| Dreamcatcher - Singles Japoneses                                                         |      |                      |                      |                      |                      |                      |              |                                 |      |
| "What -Japanese ver.-"                                                                   | 2018 | —                    | —                    | 12                   | 55                   | —                    | - JPN: 8.086 | The Beginning of the End        |      |
| "PIRI ~Fue wo Fuke~ -Japanese ver.-" (笛を吹け)                                          | 2019 | —                    | —                    | 13                   | 87                   | —                    | - JPN: 6.556 | The Beginning of the End        |      |
| "YOU AND I -Japanese ver.-"                                                              | 2019 | —                    | —                    | —                    | —                    | —                    | —            | The Beginning of the End        |      |
| "Endless Night"                                                                          | 2020 | ASA                  | ASA                  | ASA                  | ASA                  | ASA                  | ASA          | ASA                             |      |
| Eclipse                                                                                  | 2021 | —                    | —                    | 17                   | —                    | —                    | - JPN: 2.593 | Eclipse                         |      |
| "—" indica lançamentos que não figuraram nas paradas ou não foram lançados nessa região. |      |                      |                      |                      |                      |                      |              |                                 |      |

## Concertos
Concertos principais
- Dreamcatcher 1st Concert – Fly High in Japan (2017)
- Dreamcatcher 1st World Tour – Fly High in Brazil (2017)
- Dreamcatcher 1st World Tour – Fly High in Europe (2018)
- Dreamcatcher 1st Concert in Seoul – Welcome to the Dream World (2018)
- Dreamcatcher Welcome to the Dream World in Latín America (2018)
- Dreamcatcher Welcome to the Dream World in Taiwan (2018)
- Dreamcatcher Concert: Invitation from Nightmare City in Southeast Asia (2019)
- Dreamcatcher Concert: Invitation from Nightmare City in Seoul (2019)
- Dreamcatcher Concert: Invitation from Nightmare City in Japan (2019)
- Dreamcatcher Concert: Invitation from Nightmare City in Australia (2019)
- Dreamcatcher Concert: Invitation from Nightmare City in Kuala Lumpur (2019)
- Dreamcatcher Concert: Invitation from Nightmare City in Europe (2019)
- Dreamcatcher Concert: Invitation from Nightmare City in USA (2019)
- Dreamcatcher Concert – Global Streaming Into the Night & Dystopia (2020)
- Dreamcatcher Concert – Dystopia: Seven Spirits (2020)
- Dreamcatcher Concert – Crossroads Part 1 : Utopia (2021)
- Dreamcatcher Concert – Crossroads Part 2 : Dystopia (2021)

## Videografia

### Vídeoclipes
| Ano          | Título                                             | Dirigido por                            | Ref.    |      |
| MINX         | MINX                                               | MINX                                    | MINX    | MINX |
| ------------ | -------------------------------------------------- | --------------------------------------- | ------- | ---- |
| 2014         | "Why Did You Come to My Home" (우리 집에 왜 왔니?) | Kim Se-hee (Korlio)                     | [ 125 ] |      |
| 2014         | "Rockin' Around the Christmas Tree"                | Desconhecido                            | [ 126 ] |      |
| 2015         | "Love Shake"                                       | Choi                                    | [ 128 ] |      |
| Dreamcatcher |                                                    |                                         |         |      |
| 2017         | "Chase Me"                                         | Digipedi                                | [ 130 ] |      |
| 2017         | "Good Night"                                       | Digipedi                                | [ 131 ] |      |
| 2017         | "Fly High"                                         | Yoo Sung-kyun (Sunny Visual Production) | [ 133 ] |      |
| 2018         | "You and I"                                        | Yoo Sung-kyun (Sunny Visual Production) | [ 134 ] |      |
| 2018         | "What"                                             | Yoo Sung-kyun (Sunny Visual Production) | [ 135 ] |      |
| 2018         | "What" (Ver. japonesa)                             | Yoo Sung-kyun (Sunny Visual Production) | [ 136 ] |      |
| 2019         | "Piri"                                             | Hong Won-ki (Zanybros)                  | [ 137 ] |      |
| 2019         | “Piri” (Ver. japonesa)                             | Hong Won-ki (Zanybros)                  | [ 138 ] |      |
| 2019         | "Breaking Out"                                     | DARI                                    | [ 139 ] |      |
| 2019         | "Deja Vu"                                          | Desconhecido                            |         |      |
| 2019         | "Deja Vu" (Moving Illustration)                    | Desconhecido                            |         |      |
| 2019         | "Deja Vu" (Japanese Ver.) (Moving Illustration)    | Desconhecido                            |         |      |
| 2020         | "Scream"                                           | ASA                                     |         |      |
| 2020         | “Endless Night”                                    | ASA                                     |         |      |

### Show de variedades
| Ano          | Título               | Emissora   | Notas        |      |
| MINX         | MINX                 | MINX       | MINX         | MINX |
| ------------ | -------------------- | ---------- | ------------ | ---- |
| 2014         | Pops in Seoul        | Arirang TV | —            |      |
| 2014         | Idol School          | MBC        | Episódio 14  |      |
| 2014         | Idol School          | MBC        | Episódio 16  |      |
| 2014         | K-Populous           | Arirang TV | Episódio 19  |      |
| Dreamcatcher |                      |            |              |      |
| 2017         | Dream Catcher's Note | V Live     |              |      |
| 2017         | MV Bank Stardust     | KBS2       |              |      |
| 2017         | Open Concert         | KBS        |              |      |
| 2017         | K-Poppin'            | Arirang TV |              |      |
| 2017         | Fact in Star         | TBS        |              |      |
| 2017         | After School Club    | Arirang TV | Episódio 260 |      |
| 2018         | Viu Beauty           | Viu        | Episode 7    |      |
| 2019         | Viu Beauty           | Viu        | Episode 68   |      |

### Dramas de televisão
| Ano  | Título              | Membro | Papel       | Episódio | Emissora |
| ---- | ------------------- | ------ | ----------- | -------- | -------- |
| 2017 | Teacher Oh Soon Nam | All    | Elas mesmas | 3        | MBC      |

## Prêmios e nomeações
| Ano  | Premiação                     | Categoria                           | Resultado | Ref.            |
| ---- | ----------------------------- | ----------------------------------- | --------- | --------------- |
| 2017 | Mnet Asian Music Awards       | Best New Female Artist              | Indicado  | [ 142 ] [ 143 ] |
| 2017 | Melon Music Awards            | Best New Artist                     | Indicado  | [ 144 ] [ 145 ] |
| 2018 | Korea Brand of the Year       | Female Idol of the Year             | Indicado  | [ 146 ] [ 147 ] |
| 2018 | Keum Yeong Star Awards        | Promising Idol                      | Venceu    | [ 148 ] [ 149 ] |
| 2020 | Soribada Best K-Music Awards  | Main Prize (Bonsang)                | Indicado  | [ 150 ]         |
| 2020 | Top Ten Asia Awards           | Best Global Artist (Taiwan)         | Venceu    | [ 151 ]         |
| 2020 | Asia Artist Awards            | Popularity Award                    | Indicado  | [ 152 ]         |
| 2021 | Seoul Music Awards            | Main Award (Bonsang)                | Indicado  | [ 153 ]         |
| 2021 | Seoul Music Awards            | K-wave Popularity Award             | Indicado  | [ 153 ]         |
| 2021 | Seoul Music Awards            | Popularity Award                    | Indicado  | [ 153 ]         |
| 2021 | Brand Customer Loyalty Awards | Hot Trend Female Idol Group Award   | Indicado  | [ 154 ]         |
| 2021 | Asia Artist Awards            | Female Idol Group Popularity Award  | Indicado  | [ 155 ]         |
| 2022 | K Global Heart Dream Awards   | Best Music Video                    | Venceu    | [ 156 ]         |
| 2022 | Mnet Asian Music Awards       | Worldwide Fans' Choice Top 10       | Indicado  | [ 157 ]         |
| 2022 | Forbes Korea K-Pop Awards     | Best K-Pop Idol – Female            | Venceu    | [ 158 ]         |
| 2023 | Hanteo Music Awards           | Global Artist Award – North America | Venceu    | [ 159 ]         |
| 2023 | Forbes Korea K-Pop Awards     | Best K-Pop Idol – Female            | Venceu    | [ 160 ]         |
| 2023 | Asia Artist Awards            | Best Choice Award                   | Venceu    | [ 161 ]         |

### 1° lugar em programas musicais (wins)
| ano  | prêmios                                                                               |
| ---- | ------------------------------------------------------------------------------------- |
| 2022 | - MAISON - 20 de abril - MBC M 《Show Champion》 - 26 de abril - SBS MTV 《The Show》 |

## Exclusive designer wallpapers and FR & antimicrobial fabrics for contract and residential settings:https://www.skoposhomes.com/quick-easy-wallpaper-installation-hacks-you-need-now/
1. 1 2  KpopStarz (22 de setembro de 2014). «MINX Debuts As Dal Shabet's Sister Group». KpopStarz
2. 1 2  «해피페이스엔터, 신인 5인조 걸그룹 '밍스' 공개. 이번 주 데뷔» (em coreano)
3. 1 2  «[단독] 밍스, 新걸그룹 '드림캐쳐'로 새 출발..7인 체제 재편» (em coreano)
4. ↑  140816 밍스(Minx) 오크밸리 Summer festival 직캠 by 욘바인첼. YouTube (Notas de mídia). 16 de agosto de 2014
5. ↑  밍스(Minx) 노래2, 140809 오크밸리 섬머페스티벌. YouTube (Notas de mídia). 8 de setembro de 2014
6. ↑  «New girl group MINX make their debut with 'Why Did You Come To My Home' | allkpop.com». allkpop
7. ↑  SBS Inkigayo (26 de outubro de 2014), [밍스(MINX)] 우리 집에 왜 왔니 @인기가요 Inkigayo 141026, consultado em 27 de julho de 2017
8. ↑  Official Minx (26 de outubro de 2014), 밍스 - '우리집에 왜 왔니?' 막방 소감, consultado em 27 de julho de 2017
9. ↑  «밍스, 서머송 대전? 신인 걸그룹의 이유 있는 승부수(종합)». 뉴스1 (em coreano). 2 de julho de 2015
10. ↑  «걸그룹 밍스, 7월 2일 '러브 쉐이크'로 컴백. 신인의 발랄함으로 승부» (em coreano)
11. ↑  «말괄량이 '밍스(MINX)'의 달콤한 고백 'Love Shake' - 인트로뉴스» (em coreano)
12. ↑  «Dream Catcher drops teasers for Handong | allkpop.com». allkpop
13. ↑  «Dream Catcher reveals 6th member Gahyun | allkpop.com». allkpop
14. ↑  «Dreamcatcher's 2nd single album "Nightmare·Fall asleep in the mirror" - Release Schedule - Music». OneHallyu (em inglês)
15. ↑  21, J. K. March; 2017 (21 de março de 2017). «DreamCatcher Shares New Set Of Dark Teaser Images For Comeback». Soompi. Consultado em 27 de julho de 2017
16. ↑  «Dream Catcher unveils official tracklist for upcoming single  | allkpop.com». allkpop
17. ↑  7, DY_Kim July; 2017 (7 de julho de 2017). «DreamCatcher Gears Up For First Mini Album With Teaser Schedule». Soompi. Consultado em 27 de julho de 2017
18. ↑  10, J. K. July; 2017 (10 de julho de 2017). «Update: DreamCatcher Shares Sneak Preview Of Mini Album "Prequel" Through Highlight Medley». Soompi. Consultado em 27 de julho de 2017
19. ↑  19, J. K. July; 2017 (19 de julho de 2017). «Update: DreamCatcher Gives New Hints At Spooky Story In "Fly High" MV Teaser». Soompi. Consultado em 27 de julho de 2017
20. ↑  BELLAN (14 de dezembro de 2017). «Dreamcatcher faz show empolgante em São Paulo». Suco de Mangá. Consultado em 5 de maio de 2019
21. ↑  totgeliebt. «Watch: 'Full Moon' First Anniversary Fan Meeting Stage Performance | 7 Dreamers» (em inglês). Consultado em 31 de julho de 2019
22. ↑  astraeax3. «Dreamcatcher appointed Microsoft's Ambassador for Copyright Protection Campaign | 7 Dreamers» (em inglês). Consultado em 31 de julho de 2019
23. ↑  Noble. «[MV] Dreamcatcher(드림캐쳐) – 'YOU AND I' | 7 Dreamers» (em inglês). Consultado em 31 de julho de 2019
24. ↑  brightminji. «Alone In The City – Comeback Schedule – 7 Dreamers» (em inglês). Consultado em 31 de julho de 2019
25. ↑  «「What-Japanese ver.-」のミュージックビデオが公開！ | | DREAMCATCHER Japan Official Site» (em japonês). Consultado em 31 de julho de 2019
26. ↑  «11月22日 日本デビュー記念ミニライブがLINE LIVEで緊急生配信決定！ | | DREAMCATCHER Japan Official Site» (em japonês). Consultado em 31 de julho de 2019
27. ↑  brightminji. «[INFO] Dreamcatcher Japanese album – 21 Nov 2018 | 7 Dreamers» (em inglês). Consultado em 31 de julho de 2019
28. ↑  brightminji. «[ARTICLE TRANS] Dreamcatcher, releasing new song to celebrate second debut anniversary | 7 Dreamers» (em inglês). Consultado em 31 de julho de 2019
29. ↑  «드림캐쳐 지유 "소속사 이름, 해피페이스→드림캐쳐 컴퍼니로 변경"». n.news.naver.com (em coreano). Consultado em 8 de setembro de 2020
30. ↑  «日本2ndシングル「PIRI～笛を吹け～-Japanese ver.-」3月13日発売決定！リリースイベントも開催！ | | DREAMCATCHER Japan Official Site» (em japonês). Consultado em 31 de julho de 2019
31. ↑  Foxhound. «Dreamcatcher successfully wraps up Japanese Concerts… "In talks for extra touring in Asia" | 7 Dreamers» (em inglês). Consultado em 31 de julho de 2019
32. ↑  «01 July 2019 'Scarlet moon, into a dream' … Dreamcatcher determines official color for 'InSomnia'». 7 Dreamers. Consultado em 21 de Dezembro de 2019
33. ↑  «01 Sept 2019 'Dreamcatcher concert cancelled due to a fire accident → hold a guerilla event'». 7 Dreamers. Consultado em 21 de Dezembro de 2019
34. ↑  «Dreamcatcher 1st Official Fanclub [InSomnia]». 7 Dreamers. Consultado em 21 de Dezembro de 2019
35. ↑  «twitter.com/hf_dreamcatcher/status/1168357767305777154». Twitter. Consultado em 8 de setembro de 2020
36. ↑  «Mystery Code #1». 7 Dreamers. Consultado em 21 de Dezembro de 2019
37. ↑  «03 Sept 2019 Dreamcatcher releases new 'mystery code'. . . comeback foreshadowed». 7 Dreamers. Consultado em 21 de Dezembro de 2019
38. ↑  «Mystery Code #2». 7 Dreamers. Consultado em 21 de Dezembro de 2019
39. ↑  «05 Sept 2019 'Dreamcatcher to make comeback after 7 month hiatus with "experimental and unique form"». 7 Dreamers. Consultado em 21 de Dezembro de 2019
40. ↑  «DREAMCATCHER 1ST AL「The Beginning Of The End」リード曲「Breaking Out」MVフルバージョン公開＆音源先行配信スタート | | DREAMCATCHER Japan Official Site» (em japonês). Consultado em 21 de dezembro de 2019
41. ↑  «DREAMCATCHER "The Beginning Of The End" SHOWCASE、当日券販売のお知らせ | | DREAMCATCHER Japan Official Site» (em japonês). Consultado em 21 de Dezembro de 2019
42. ↑  «16 Sept 2019 'Dreamcatcher, a glimpse of the future shown on stage, "The showcase live that concludes the nightmare story"'». 7 Dreamers. Consultado em 21 de Dezembro de 2019
43. ↑  «'데자부 (Deja Vu)' MV». 7 Dreamers. Consultado em 21 de Dezembro de 2019
44. ↑  «19 Sept 2019 DA: Chart Dreamcatcher hits No.1 on iTunes worldwide album chart». 7 Dreamers. Consultado em 21 de Dezembro de 2019
45. ↑  «08 Nov 2019 "Dreamcatcher stands tall as a "global idol", successfully concludes 2nd European 7-country tour"». 7 Dreamers. Consultado em 21 de Dezembro de 2019
46. ↑  «DreamCatcher's Handong To Sit Out European Tour». Soompi (em inglês). 30 de agosto de 2019. Consultado em 21 de dezembro de 2019
47. ↑  «11 Dec 2019 "DREAMCATCHER's concert "Invitation from Nightmare City in USA" a huge success… And a surprise event from local fans as well"». 7 Dreamers. Consultado em 21 de Dezembro de 2019
48. ↑  «Dreamcatcher、日本3rdシングル「Endless Night」3月リリース | Musicman». 音楽業界総合情報サイト | Musicman (em japonês). Consultado em 16 de janeiro de 2020
49. ↑  «PARADISE Official Release». 7 Dreamers. Consultado em 13 de Fevereiro de 2020
50. ↑  «29 Jan 2020 "Dreamcatcher's Siyeon, first solo song 'Paradise' Surprise Release on the 29th"». 7 Dreamers. Consultado em 13 de Fevereiro de 2020
51. ↑  «Watch: DreamCatcher's Siyeon Lets Her Voice Shine In 1st Solo Single "Paradise" MV». Soompi (em inglês). Consultado em 13 de fevereiro de 2020
52. ↑  «30 Jan 2020 PARADISE ranks #2 on the USA iTunes K-POP Songs Chart». 7 Dreamers. Consultado em 13 de Fevereiro de 2020
53. ↑  «PARADISE (white ver.)». 7 Dreamers. Consultado em 13 de Fevereiro de 2020
54. ↑  «PARADISE (Black Ver.)». 7 Dreamers. Consultado em 13 de Fevereiro de 2020
55. ↑  «02 Feb 2020 "Dreamcatcher, new 'Mystery Code' released… coming back to a new story"». 7 Dreamers. Consultado em 13 de Fevereiro de 2020
56. ↑  «04 Feb 2020 "Dreamcatcher confirm coming back on 18th revealing new world with first full album"». 7 Dreamers. Consultado em 13 de Fevereiro de 2020
57. ↑  «5 Feb 2020 "'Hinting at the new fantasy?' … Dreamcatcher reveals first comeback teaser images"». 7 Dreamers. Consultado em 13 de Fevereiro de 2020
58. ↑  «SCREAM Music Video». 7 Dreamers. Consultado em 14 de Maio de 2020
59. ↑  «19 Feb 2020 "Dreamcatcher reaches 1st place on iTunes in 8 countries, reaches top 10 in 25"». 7 Dreamers. Consultado em 14 de Maio de 2020
60. ↑  «SAHARA Special Clip». 7 Dreamers. Consultado em 14 de Maio de 2020
61. ↑  «드림캐쳐, '블랙 오어 화이트' 후속곡 활동…새 카리스마 장착» (em coreano)
62. ↑  «RED SUN Special Clip». 7 Dreamers. Consultado em 14 de Maio de 2020
63. ↑  «Watch: DreamCatcher, AleXa, And IN2IT Spread Positivity Amidst COVID-19 Pandemic With "Be The Future" MV» (em inglês)
64. ↑  «MyMusicTaste - DREAMCATCHER CONCERT GLOBAL STREAMING INTO THE NIGHT & DYSTOPIA». MyMusicTaste. Consultado em 27 de julho de 2020
65. ↑  «twitter.com/7_dreamers/status/1287585530058661888». Twitter. Consultado em 30 de julho de 2020
66. ↑  «twitter.com/7_dreamers/status/1287675195197538304». Twitter. Consultado em 30 de julho de 2020
67. ↑  «twitter.com/7_dreamers/status/1287946516003344385». Twitter. Consultado em 30 de julho de 2020
68. ↑  «twitter.com/7_dreamers/status/1288037814219677696». Twitter. Consultado em 30 de julho de 2020
69. ↑  «twitter.com/hf_dreamcatcher/status/1288398874923606016». Twitter. Consultado em 30 de julho de 2020
70. ↑  «'컴백' 드림캐쳐, 순백 티저 공개…의문의 열매». n.news.naver.com (em coreano). Consultado em 3 de agosto de 2020
71. ↑  «드림캐쳐, '디스토피아' 두 번째 개인 티저 공개···시크한 블랙 카리스마». n.news.naver.com (em coreano). Consultado em 3 de agosto de 2020
72. ↑  «'컴백' 드림캐쳐, 싱그러운 소녀들의 변신». n.news.naver.com (em coreano). Consultado em 5 de agosto de 2020
73. ↑  «드림캐쳐, 미스터리 매력 담은 컴백 콘셉트 티저». n.news.naver.com (em coreano). Consultado em 5 de agosto de 2020
74. ↑  «twitter.com/hf_dreamcatcher/status/1290586221530329089». Twitter. Consultado em 5 de agosto de 2020
75. ↑  «드림캐쳐, 미스터리 매력 빛난 컴백 단체 티저». n.news.naver.com (em coreano). Consultado em 10 de agosto de 2020
76. ↑  «드림캐쳐, 새 미니앨범 트랙리스트 공개..컴백 타이틀곡은 'BOCA'». n.news.naver.com (em coreano). Consultado em 10 de agosto de 2020
77. ↑  «드림캐쳐, 새 미니 타이틀곡 '보카' 리릭 스포일러로 '컴백 예열'». n.news.naver.com (em coreano). Consultado em 12 de agosto de 2020
78. ↑  «'17일 컴백' 드림캐쳐, 하이라이트 메들리 공개…기대감 UP». n.news.naver.com (em coreano). Consultado em 12 de agosto de 2020
79. ↑  «'컴백' 드림캐쳐, 'BOCA' 첫 MV 티저 공개···미스터리한 분위기». n.news.naver.com (em coreano). Consultado em 13 de agosto de 2020
80. ↑  «드림캐쳐, '보카' 댄스 프리뷰로 '역대급 퍼포먼스' 과시». n.news.naver.com (em coreano). Consultado em 16 de agosto de 2020
81. ↑  «드림캐쳐, 'BOCA' 뮤직비디오 최종 티저 공개..컴백 임박». n.news.naver.com (em coreano). Consultado em 16 de agosto de 2020
82. ↑  «DreamCatcher regressam com o seu MV para "BOCA"». ptAnime. 17 de agosto de 2020. Consultado em 17 de agosto de 2020
83. ↑  «X OFFICIALSHOP». m.xofficialshop.com (em coreano). Consultado em 17 de agosto de 2020
84. ↑  «twitter.com/hf_dreamcatcher/status/1302940066625417218». Twitter. Consultado em 8 de setembro de 2020
85. ↑  «DREAMCATCHER Official APP». dreamcatcher.candlemystar.com (em coreano). Consultado em 26 de setembro de 2020
86. ↑  «08 Nov 2020 xsportnews "Dreamcatcher wraps up solo concert amid passionate cheers from 12000 fans from 120 countries"». 7 Dreamers. 8 de novembro de 2020. Consultado em 8 de Novembro de 2020
87. ↑  «Daum 카페». cafe.daum.net (em coreano). Consultado em 8 de novembro de 2020
88. ↑  «09 Nov 2020 Slist.kr Dreamcatcher, Opens Weverse community today (9th)…Will be holding a hashtag event». 7 Dreamers
89. ↑  Baltas, por (12 de novembro de 2020). «DreamCatcher criam Comunidade de Fãs no WeVerse». ptAnime. Consultado em 21 de novembro de 2020
90. ↑  News, Pony Canyon (19 de novembro de 2020). «DREAMCATCHER、「NO MORE」MV公開！さらに公開後8日間限定で、日替わりのメンバーコメント映像が出現するスペシャルムービーも同時公開!!». PONYCANYON NEWS (em japonês). Consultado em 21 de novembro de 2020
91. ↑  «드림캐쳐, 컴백 미스터리 코드 공개…그들의 새로운 이야기는?». n.news.naver.com (em coreano). Consultado em 11 de fevereiro de 2021
92. ↑  «드림캐쳐, 26일 컴백 확정…'디스토피아' 세계관 완성 [공식]». n.news.naver.com (em coreano). Consultado em 11 de fevereiro de 2021
93. ↑  «'컴백' 드림캐쳐, 콘셉트 포토 공개». n.news.naver.com (em coreano). Consultado em 11 de fevereiro de 2021
94. ↑  «드림캐쳐가 표현한 '유토피아'…컴백 두 번째 콘셉트 포토 공개». n.news.naver.com (em coreano). Consultado em 11 de fevereiro de 2021
95. ↑  «드림캐쳐, 개인 콘셉트 포토 공개 완료..푸른빛 머금은 묘한 카리스마». n.news.naver.com (em coreano). Consultado em 11 de fevereiro de 2021
96. ↑  «드림캐쳐만의 특별한 합···컴백 콘셉트 포토 공개 완료». n.news.naver.com (em coreano). Consultado em 11 de fevereiro de 2021
97. ↑  «드림캐쳐 트랙리스트 베일 벗다». n.news.naver.com (em coreano). Consultado em 11 de fevereiro de 2021
98. ↑  «"노 모어 유토피아"…드림캐쳐, 의미심장 가사». n.news.naver.com (em coreano). Consultado em 12 de fevereiro de 2021
99. ↑  «'컴백' 드림캐쳐, '오드아이' 첫 MV 티저 공개». n.news.naver.com (em coreano). Consultado em 12 de fevereiro de 2021
100. ↑  «Jan 27th 2021: Dreamcatcher Reaches Top in iTunes Worldwide Album Chart [Official]». 7 Dreamers. 27 de Janeiro de 2021. Consultado em 12 de Fevereiro de 2021
101. ↑  «드림캐쳐 : 네이버 통합검색». search.naver.com (em coreano). Consultado em 27 de julho de 2017
102. 1 2 3 4 5  «국내 대표 음악 차트 가온차트!». gaonchart.co.kr. Consultado em 20 de outubro de 2020
103. ↑  «Billboard Japan Hot Albums | Charts». Billboard JAPAN (em japonês). Consultado em 20 de outubro de 2020
104. ↑  «ja:オリコン 新ランキング発表 アルバムDL数を集計…初回首位は宇多田ヒカル». Oricon Style. 16 de novembro de 2016. Consultado em 20 de outubro de 2020
105. 1 2  «Billboard Japan Top Albums Sales | Charts». Billboard JAPAN (em japonês). Consultado em 24 de setembro de 2019
106. ↑  週間 CDアルバムランキング (2019年09月23日付). Oricon. Consultado em 24 de setembro de 2019. Cópia arquivada em 18 de setembro de 2019
107. 1 2  «Gaon Album Chart» (em coreano)
108. ↑  «2015년 07월 (July 2015) Album Chart» (em coreano)
109. ↑  2018년 06월 (June 2018) Album Chart. Gaon Music Chart (em coreano)
110. ↑  2018년 11월 (November 2018) Album Chart. Gaon Music Chart (em coreano)
111. ↑  "2019 년 02 월 Album Chart" . Gaon Music Chart (em coreano) . Em 7 de março de 2019
112. ↑  "2019 년 10 월 Album Chart" . Gaon Music Chart (em coreano) . Em 29 de janeiro de 2020
113. 1 2  2017년 04월 Album Chart [April 2017 Album Chart]. Gaon Music Chart (em coreano). Consultado em 11 de maio de 2017
114. ↑  Vendas cumulativas para "What -Japanese vers.-":

週間　シングルランキング 2018年12月03日付(em japonês).
115. ↑  «Gaon Digital Chart» (em coreano)
116. ↑  «Billboard Korea K-Pop 100» (em coreano)
117. ↑  «Oricon Singles Chart» (em japonês)
118. ↑  «Billboard Japan Hot 100 Digital Single Chart» (em japonês)
  - «What». 3 de dezembro de 2018
  - «Piri ~Fue wo Fuke~». 25 de março de 2019
119. ↑  «Bilbboard US World Digital Chart» (em inglês)
120. ↑  
"Piri" não entrou no Gaon Digital Chart, mas apareceu em 123 lugar no Gaon Download Chart.
121. ↑  
"Deja Vu" não entrou no Gaon Digital Chart, mas apareceu em 119 e 97 lugar no Gaon Download e BGM charts, respectivamente.
122. ↑  
"Deja Vu" não entrou no Gaon Digital Chart, mas apareceu em 88 e 97 lugar no Gaon Download e BGM charts, respectivamente.
123. ↑  BOCA não apareceu no Gaon Digital Chart, mas apareceu na posição 58 no componente Download Digital.
124. ↑  «MINX – WHY DID YOU COME TO MY HOME». AUGUST FROGS. 23 de Janeiro de 2015
125. ↑  [MV] 밍스(MINX) _ 우리 집에 왜 왔니? (Why Did You Come To My Home?)
126. ↑  Dal★Shabet (달샤벳) X Minx (밍스) - Rockin' Around The Christmas Tree
127. ↑  Love Shake (photobook). Minx. South Korea: INTERPARK, Windmill ENT. 2015. Credits
128. ↑  [MV] 밍스(MINX) _ Love Shake
129. ↑  
  - Nightmare (photobook). Dreamcatcher. South Korea: INTERPARK, Windmill ENT. 2017. Credit
  - Fall Asleep in the Mirror (photobook). Dreamcatcher. South Korea: INTERPARK, Windmill ENT. 2017. Credit
130. ↑  Dreamcatcher(드림캐쳐) _ Chase Me MV
131. ↑  Dreamcatcher(드림캐쳐) _ GOOD NIGHT MV
132. ↑  Prequel (photobook). Dreamcatcher. South Korea: INTERPARK, Windmill ENT. 2017. Credit
133. ↑  Dreamcatcher(드림캐쳐) '날아올라 (Fly high)' MV
134. ↑  Happyface entertainment (10 de maio de 2018), Dreamcatcher(드림캐쳐) 'YOU AND I' MV, consultado em 11 de maio de 2018
135. ↑  Happyface entertainment (20 de setembro de 2018), Dreamcatcher(드림캐쳐) 'What' MV, consultado em 30 de setembro de 2018
136. ↑  «[MV] Dreamcatcher「What-Japanese ver.-」». YouTube
137. ↑  Dreamcatcher (드림캐쳐) 'PIRI' (피리) MV (em inglês), consultado em 4 de setembro de 2019
138. ↑  [MV] Dreamcatcher「PIRI～笛を吹け～-Japanese ver.-」 (em inglês), consultado em 4 de setembro de 2019
139. ↑  楽曲情報 アーティスト名 DREAMCATCHER 楽曲タイトル Breaking Out (em japonês), consultado em 29 de janeiro de 2020
140. ↑  Viu (27 de agosto de 2018), Episode 7, consultado em 11 de abril de 2019
141. ↑  Viu (2 de março de 2019), Episode 68, consultado em 11 de abril de 2019
142. ↑  «2017 MAMA Announces Nominees + Voting Begins». Soompi. 19 de Outubro de 2017
143. ↑  «Here Are The Winners Of The 2017 Mnet Asian Music Awards (MAMA) In Japan». Soompi. 29 de Novembro de 2017
144. ↑  «2017 Melon Music Awards Announces Nominees For Category Awards + Voting Begins». Soompi. 13 de Novembro de 2017
145. ↑  «The Winners Of The 2017 Melon Music Awards». Soompi. 2 de Dezembro de 2017
146. ↑  «[TUTORIAL] How to vote for #dreamcatcher '2018 Female Idol of the Year' in 2018 Brand of the Year awards!». @7_DREAMERS. 30 de Maio de 2018
147. ↑  «2018 올해의 브랜드 대상». Korea Consumer Forum (em coreano)
148. ↑  «금영 엔터테인먼트 제2회 "KY STAR AWARDS" 개최!». Naver (em coreano). 27 de Novembro de 2018
149. ↑  «저희가 금영 STAR AWARDS 아이돌유망주 부문에서 상을 받았습니다». @hf_dreamcatcher (em coreano). 11 de Dezembro de 2018
150. ↑  «2020 SORIBADA BEST K-MUSIC AWARDS 본상 투표 안내». @hf_dreamcatcher (em coreano). 22 de Junho de 2020
151. ↑  «글로벌 아이돌 펜타곤·몬스타엑스, 강남역 뜬다…'제 4회 TTA' TOP10 우승 혜택» [Os ídolos globais Pentagon e MONSTA X aparecerão na estação Gangnam... Benefícios do vencedor TOP10 do '4º TTA']. Naver (em coreano). 12 de Agosto de 2020. Consultado em 6 de Junho de 2021. Cópia arquivada em 15 de outubro de 2020
152. ↑  «2020 아시아아티스트어워즈 (AAA), '최애돌을 뽑아라' 인기투표 14일 부터 시작». KBS (em coreano). 8 de Outubro de 2020. Consultado em 6 de Junho de 2021
153. ↑  «30th Seoul Music Awards». Seoul Music Awards. Consultado em 1 de Junho de 2021. Cópia arquivada em 10 de Dezembro de 2020
154. ↑  «2021 Brand Customer Loyalty Awards Voting». bcli.kcforum.co.kr (em inglês). Consultado em 1 de Junho de 2021
155. ↑  «2021 Asia Artist Awards Vote». Asia Artist Awards. Consultado em 17 de Outubro de 2021. Cópia arquivada em 10 de Outubro de 2021
156. ↑  «Dreamcatcher Wins Best Music Video Award». entertain.naver.com (em coreano). Consultado em 27 de Agosto de 2022. Cópia arquivada em 27 de Agosto de 2022
157. ↑  Bowenbank, Starr (23 de Outubro de 2022). «BTS, J-Hope, BLACKPINK & More Nominated for 2022 MAMA Awards». Billboard. Consultado em 23 de Outubro de 2022. Cópia arquivada em 24 de Outubro de 2022
158. ↑  «드림캐쳐, 포브스코리아 선정 2022년 최고의 K팝 스타 1위» [Dreamcatcher, Forbes Korea’s Top 1 K-Pop Star of 2022]. 26 de Dezembro de 2022. Consultado em 24 de Março de 2023. Cópia arquivada em 24 de março de 2023
159. ↑  «방탄소년단·NCT드림·스트레이 키즈, '제30회 한터뮤직어워즈' 대상 [종합]» [BTS·NCT Dream·Stray Kids, Grand Prize at the '30th Hanteo Music Awards' [Comprehensive]]. The Chosun Ilbo. 11 de Fevereiro de 2023. Consultado em 12 de Março de 2023. Cópia arquivada em 12 de março de 2023
160. ↑  «제4회 FKA: 2023 상반기 최고의 스타는?». 23 de Junho de 2023. Consultado em 23 de Junho de 2023
161. ↑  이준호·뉴진스·세븐틴·스키즈·임영웅, AAA '대상'..뉴진스 6관왕 '최다'[2023 AAA][종합] [Lee Junho, NewJeans, Seventeen, SKZ, Lim Young-woong, AAA 'Grand Prize'.. NewJeans 6 Champions 'Most' [2023 AAA] [Comprehensive]]. Star News (em coreano). 14 de Dezembro de 2023. Consultado em 14 de Dezembro de 2023. Cópia arquivada em 14 de Dezembro de 2023